# Ангелко Чупаров
Ангелко Аврамов Чупаров е български революционер, деец на Вътрешната македоно-одринска революционна организация.

## Биография
Ангелко Чупаров е роден през 1878 година в азотското село Папрадище, тогава в Османската империя. Брат е на свещеник Иван Чупаров, а Димитър Чуповски му е родственик. Присъединява се към ВМОРО и е един от
| „ | най-преданите местни организационни деятели. | “ |

През есента на 1907 година районният войвода Милан Змията го праща като куриер с писмо от село Бистрица във Велес. Чупаров е предаден от сърбомани и е обграден от турска част между селата Чашка и Еловец. За да не попадне кореспонденцията в ръцете на властите, Чупаров поглъща писмото и се застрелва.